# ایستگاه نیشیگاهارا
ایستگاه نیشیگاهارا (به لاتین: Nishigahara Station) یک ایستگاه در ژاپن است که در کیتا-کو، توکیو واقع شده‌است.